# Metaborborus glaber
Metaborborus glaber är en tvåvingeart som beskrevs av Allen L.Norrbom och Kim 1985. Metaborborus glaber ingår i släktet Metaborborus och familjen hoppflugor. Inga underarter finns listade i Catalogue of Life.